# آیلهام
آیلهام (به انگلیسی: Isleham) یک روستا و محله مدنی در بریتانیا است که در کمبریج‌شر شرقی واقع شده‌است. آیلهام ۲٬۳۷۸ نفر جمعیت دارد.

## خواهرخوانده
شهر ماگدالا، آلمان خواهرخواندهٔ آیلهام هست.